# Haskell (Texas)
Pour les articles homonymes, voir Haskell (homonymie).
La ville américaine de Haskell est le siège du comté de Haskell, dans l’État du Texas. Lors du recensement de 2010, elle comptait 3 322 habitants.

## Toponyme
Comme le comté dont elle est le siège, la ville est nommée en l'honneur de Charles Ready Haskell, militaire durant la révolution texane.

## Source
- (en) Cet article est partiellement ou en totalité issu de l’article de Wikipédia en anglais intitulé « Haskell, Texas » (voir la liste des auteurs).